# Naomi Sims
Naomi Ruth Sims, née à Oxford, Mississippi, aux États-Unis, le 30 mars 1948 et morte le 1er août 2009 à Newark, New Jersey,, est un mannequin américain considérée comme la première Afro-Américaine du domaine à avoir fait la une de magazines. 

## Carrière
Pour financer ses études de couture au Fashion Institute of Technology de New York, elle lance en 1967 sa carrière en posant pour des illustrateurs. Le 27 août 1967, elle entre dans l’histoire de la mode comme la première femme afro-américaine en couverture de Fashions of The Times, le supplément mode du quotidien The New York Times. Grâce à son énergie, Eileen Ford de la très célèbre agence de mannequins, Ford Models, lui propose alors un contrat.
En novembre 1968, elle renforce sa place dans l’histoire grâce à sa couverture de Ladies’ Home Journal, un mensuel féminin de très large diffusion. Ses photos sont publiées dans le magazine américain Life, dont elle sera premier mannequin noir à faire la couverture en octobre 1969, puis dans d’autres magazines tels que McCall's, Essence et Cosmopolitan.
« Grâce à ses initiatives personnelles en tant que pionnière, elle a réussi à assurer la place de la femme noire dans le mannequinat », selon Marcellous L. Jones, rédacteur en chef de FashionInsider.fr Magazine. « Sans elle, la carrière d’autres telles que Beverly Johnson, Bethanne Hardison, Pat Cleveland et Grace Jones n’auraient pu être possibles ! »
Après son retrait des podiums, elle crée sa société et lance des lignes de cosmétiques pour peaux noires et des lignes de perruques. Véritable business woman engagée, elle est à la tête de sa propre ligne de prêt-à-porter. Elle publie également plusieurs livres sur la beauté et mannequinat, dont All About Health and Beauty for the Black Woman (« Tout sur la santé et la beauté des femmes noires ») ou How to be a top model (« Comment devenir top model »), et a signé plusieurs articles.
« Naomi était la première » déclarait le créateur Halston au New York Times en 1974. « Elle était le grand ambassadeur de la communauté noire. Elle a brisé toutes les barrières sociales ». Elle faisait partie de ses tops qui ont inspiré les plus grands, de Dali à Andy Warhol, à l'instar de Donyale Luna, premier mannequin noir à faire la couverture du Vogue britannique en mars 1966, Beverly Johnson premier mannequin noir à faire la couverture de Vogue USA (août 1974), ou plus tard Pat Cleveland.
Sims est morte d’un cancer à l'âge de 61 ans. Sa couverture de Fashions of The Times et une image publiée dans Life en 1969 sont exposées en 2009 au Metropolitan Museum of Art à New York.